# Rue Grobon
La rue Grobon est une voie du quartier Saint-Vincent dans le 1er arrondissement de Lyon, en France.

## Situation et accès
C'est une courte voie qui débute rue des Augustins et se termine rue d'Algérie. La circulation est dans le sens de la numérotation et à double-sens cyclable.

## Origine du nom
La rue honore le nom de Jean-Michel Grobon (1770-1853), peintre et graveur lyonnais essentiellement connu pour ses peintures de paysages de Lyon et de ses environs.
L'attribution de ce nom à une rue lyonnaise était une des clauses d'un legs proposé à la ville par Benoîte Rivoire, rentière, constitué de sept tableaux, dont un autoportrait, et de huit dessins de Grobon. Benoîte étant décédée le 23 juin 1889, le conseil municipal accepte le legs l'année suivante et donne en conséquence le nom du peintre à cette voie, précédemment appelée rue Sainte-Monique (séance du 3 juin 1890).

## Histoire
Les ermites de saint Augustin s'installent à Lyon au début du XIVe siècle au bourg de Saint-Vincent situé en dehors de la ville. Après avoir ouvert la rue Saint-Augustin en 1658 à travers leur clos, ils percent une autre rue en 1672 et lui donnent le nom de rue Sainte-Monique, en l'honneur de sainte Monique d'Hippone, la mère de saint Augustin. 
Dans une pierre de l’angle des deux rues sont gravés de part et d’autre les noms des deux rues, avec l’accord de la municipalité. Le 17 octobre 1892, la mairie décide de donner le nom de Grobon à la rue Sainte-Monique.